# Florian Geyer
Florian Geyer von Giebelstadt (n. c. 1490, Giebelstadt, Franconia, Sfântul Imperiu Roman – d. 10 iunie 1525†, Rimpar, Franconia Inferioară, Sfântul Imperiu Roman) a fost un nobil, diplomat și cavaler imperial franconian german. El este cunoscut pentru rolul său în Războiul Țărănesc German.

## Biografie

### Primii ani
Florian Geyer s-a născut în jurul anului 1490 în comuna Giebelstadt din apropierea orașului german Würzburg. A fost cel mai mic dintre cei trei fii ai lui Dietrich Geyer, un nobil al uneia dintre cele mai vechi familii nobiliare din Franconia. După moartea celor doi frați mai mari, Florian Geyer a moștenit în anul 1512 toate drepturile pentru castelul Giebelstadt și alte proprietăți importante din apropierea sa.

### Marele Război Țărănesc
În primăvara anului 1525, la începutul Marii Revolte Țărănești, Geyer i s-a alăturat lui Thomas Müntzer, devenind astfel unul dintre liderii revoltei țăranilor împotriva clerului și aristocrației. Florian Geyer a dezvoltat strategii de luptă și s-a folosit de averea sa considerabilă pentru a forma așa-numitele „Bande negre”, care au fost compuse din aproximativ 600 de oameni.

### Moartea
Florian Geyer s-a întâlnit în noaptea de 9 spre 10 iunie 1525, lângă comuna Rimpar din Franconia Inferioară, cu doi servitori ai fratelui său vitreg, cavalerul Wilhelm von Grumbach. În timp ce traversau împreună Pădurea Gramschatz din apropierea orașului Würzburg, aceștia l-au înjunghiat mortal, iar apoi l-au jefuit. Cadavrul lui nu a fost găsit niciodată.

## Posteritate
Gerhart Hauptmann, laureat al Premiului Nobel pentru literatură, a publicat în anul 1896 o piesă de teatru intitulată Florian Geyer.
Un cântec numit „Wir sind des Geyers schwarzer Haufen” (în traducere „Suntem banda neagră a lui Geyer”) a fost compus în jurul anului 1920. Acesta abordează tema luptei împotriva nobililor și bisericii catolice din timpul Războiului Țărănesc German și a fost folosit utilizat inițial în timpul Republicii de la Weimar atât de național-socialiști, cât și de grupările revoluționare comuniste. În timpul celui de-Al Treilea Reich, marșul a intrat în repertoriul oficial al Schutzstaffelului. În anul 1956, acesta a fost adoptat și de statul german comunist, fiind inclus de asemenea în repertoriul oficial al Armatei Populare Naționale a Republicii Democrate Germane.
În anul 1942 a fost formată Divizia germană 8 Cavalerie SS „Florian Geyer” (8. SS-Kavallerie-Division „Florian Geyer”), care a luptat pe Frontul de Răsărit în timpul celui de-Al Doilea Război Mondial. Aceasta a fost distrusă în decembrie 1944, fiind încercuită de trupele române și sovietice.